# كروميو
كروميو (بالإنجليزية Chromeo) ثنائي كندي في موسيقى electrofunk تأسس في مونتريال عام 2002 مكتسبا شهرة عالمية مع إصدار أربع ألبومات لتاريخه.
الثنائي مؤلف من:
- Dave 1 - اسمه الحقيقي دافيد ماكلوفيتش (بالإنجليزية David Macklovitch) - كندي من أصل يهودي مولود في 7 يونيو/حزيران 1978 مغني وعازف غيتار
- P-Thugg - اسمه الحقيقي باتريك الجميِّل (بالإنجليزية Patrick Gemayel) - كندي من أصل لبناني - مولود في لبنان في 31 يوليو/تموز 1979 وهاجر إلى كندا وعمره ثماني سنوات - عازف keyboards وsynthesizers وtalk box.

## الألبومات
- 2004: She's in Control
- 2007: Fancy Footwork
- 2010: Business Casual
- 2014: White Women

## وصلات خارجية
- كروميو على موقع IMDb (الإنجليزية)
- كروميو على موقع ميوزك برينز (الإنجليزية)
- كروميو على موقع رولينغ ستون (الإنجليزية)
- كروميو على موقع أول ميوزيك (الإنجليزية)
- كروميو على موقع ديسكوغز (الإنجليزية)
- الموقع الرسمي